# Uricotelie
Als Uricotelie bezeichnet man in der Zoologie die Ausscheidung giftiger Stickstoff-Verbindungen, insbesondere Ammoniak, in Form der sehr viel weniger giftigen Harnsäure über den Urin. Solche Stickstoffverbindungen entstehen beim Abbau von Nukleotiden und Proteinen. Während ein Teil der dabei entstehenden Verbindungen wiederverwertet wird, müssen überschüssige Verbindungen über den Urin ausgeschieden werden.
Typische Vertreter mit Uricotelie sind Reptilien, Vögel, Insekten und terrestrische Schnecken; aber auch einige wenige wüstenbewohnende Amphibien und die Makifrösche sind uricotel. Der Vorteil dieser Form der N-Ausscheidung liegt darin, dass Harnsäure wenig wasserlöslich ist und somit nur geringe Mengen an Wasser zur Ausscheidung benötigt werden.
Harnsäure kann als fast wasserfreie Paste abgegeben werden.
Ein Nachteil der Uricotelie ist der hohe Energieaufwand bei der Synthese von Harnsäure aus Ammoniak.
Bei Säugetieren wird der beim Abbau von Aminosäuren entstehende Ammoniak als Harnstoff abgegeben (Ureotelie). Die beim Abbau von Purinbasen entstehende Harnsäure wird, außer bei Primaten und einigen Haushunden (insbesondere bei Dalmatinern) über das Enzym Urikase in Allantoin umgewandelt. Primaten und diese Hunde haben daher auch eine gewisse Menge von Harnsäure im Urin.